# Amphimallon altifrons
Amphimallon altifrons är en skalbaggsart som beskrevs av Baraud 1971. Amphimallon altifrons ingår i släktet Amphimallon och familjen Melolonthidae. Inga underarter finns listade i Catalogue of Life.